# Громбах, Сергей Михайлович
Сергей Михайлович Громбах (3 февраля 1909, Корюковка, Черниговская губ. — 24 марта 1987, Москва) — советский врач, педиатр, гигиенист и историк медицины, доктор медицинских наук, профессор. Заместитель директора НИИ гигиены и охраны здоровья детей и подростков. Разработчик системы комплексной оценки состояния здоровья детей.

## Биография
Сергей Михайлович Громбах родился в Черниговской губернии, в еврейской купеческой семье. Дед Анусим Яковлевич Громбах был купцом, подданным Нидерландов, жившим в Одессе, впоследствии перешедшим в российское подданство и открывшим фабрику штифтов и проволоки. Дядя Вильгельм (Владимир) Громбах был врачом земской психиатрической лечебницы в с. Мещерском Московской губернии. В 1930-х годах руководил психиатрической службой Москвы.
С. М. Громбах, проучившись три года в Одесском медицинском институте, перевелся в Первый Московский медицинский институт, где его учителем был П. М. Ивановский, заведующий кафедрой школьной гигиены. В 1930 году окончил институт, затем аспирантуру на кафедре школьной гигиены. Работал врачом в Нижегородской области. В 1934—1956 годах был научным сотрудником Института охраны здоровья детей и подростков им. 10-летия Октября в Москве. В 1939 году защитил кандидатскую диссертацию «Гигиенические критерии внешнего оформления детских книг». В 1936 году одновременно преподавал в Центральном институте усовершенствования врачей.
Участвовал в советско-финской и Великой Отечественной войне. В 1942 году был тяжело ранен в ногу, в 1943 году вернулся в Москву в Институт охраны здоровья детей и подростков.
В 1952 году С. М. Громбах в рамках «дела врачей» был обвинен «в неуважительном отношении к советским школьникам». Последовал приказ о его увольнении из ЦИУВ. В 1953 году после смерти И. В. Сталина уволенные преподаватели были восстановлены в должности, но Громбах на кафедру школьной гигиены не вернулся.
Заведовал гигиеническим отделом в Государственном педиатрическом институте (Московский НИИ педиатрии и детской хирургии, ныне НИКИ педиатрии).
В 1954 году защитил докторскую диссертацию «Передовые черты русской медицины XVIII века».
В 1956 году гигиенический отдел передали в Государственный научно-исследовательский институт им. Ф. Ф. Эрисмана. В 1956—1959 годах Громбах возглавлял отдел гигиены детей и подростков в составе Института. В 1959—1986 годах был заместителем директора НИИ гигиены и охраны здоровья детей и подростков АМН СССР.
Был почетным членом Чехословацкого медицинского общества им. Я. Е. Пуркинье, научного общества Болгарии «Хемиоз», венгерского медицинского общества Жозеф Фодор. Возглавлял секцию гигиены детей и подростков Московского научного общества гигиенистов и санитарных врачей.
Похоронен в колумбарий Нового Донского кладбище в Москве (колумбарий 22, секция 1).

## Семья
- Дядя — Вильгельм (Владимир) Анисимович Громбах, врач-психиатр, заведующий психиатрической секцией Мосгорздрава, руководитель психиатрической службой Москвы в 1930-х годах Заслуженный врач РСФСР.
- Сын — Дмитрий Сергеевич Раевский (1941—2004), советский российский археолог, доктор исторических наук, научный сотрудник Института востоковедения АН СССР, специалист по скифской археологии.

## Ученики
- Александр Григорьевич Сухарев, акад. РАМН, д. м. н., проф.
- Марина Исааковна Степанова, д. м. н., проф.
- Елена Константиновна Глушкова, д. м. н., проф.

## Научная деятельность
Основная сфера научных интересов — гигиена детей и подростков, история медицины XVIII—XIX вв.
С. М. Громбахом были сформулированы теоретические основы гигиены детей и подростков, определены место и значение психогигиены для сохранения здоровья и работоспособности учащихся. Важнейшим научным вкладом стала разработка системы комплексной оценки состояния здоровья детей. Исследователь предложил критерии состояния здоровья: наличие или отсутствие заболеваний; функциональное состояние основных органов и систем; частота заболеваний; уровень развития и степень гармоничности развития. Выделялись «пять групп здоровья». Классификация получила широкое распространение в практическом здравоохранении и медицинской науке.
Также Громбах изучал влияние температурного режима в помещении на детей разного возраста. Им были установлены нормы температуры воздуха в детских яслях, домах ребенка и детских садах. В сферу его исследований входила следующая проблематика: «школьная зрелость», акселерация, физическое развитие детей, возрастная психогигиена, микроклимат детских учреждений, работоспособность и утомляемость школьников, возрастная токсикология.
С. М. Громбах занимался историей медицины. Монография «Русская медицинская литература XVIII века» (1953), работы по санитарному просвещению в XVIII в., медицинская тематика в трудах М. В. Ломоносова легли в основу его докторской диссертации «Передовые черты русской медицины XVIII века». Ряд пушкиноведческих работ был включен в монографию «Пушкин и медицина его времени» (1989), доработанную и изданную его сыном, Д. С. Раевским.

## Основные работы
- Воспитаем у детей навыки чистоты и опрятности. М.: Ин-т сан. Культуры, 1937. 28 с.
- Очерки по школьной гигиене. М., Л.: Изд-во Акад. пед. наук РСФСР, 1947. 126 с.
- Данило Самойлович. [1745-1805]: [Зачинатель рус. эпидемиологии]. М.: Центр. ин-т сан. просвещения, 1951. 52 с.
- Материалы к истории санитарного просвещения в России в XVIII веке. М., 1951. 80 с.
- Русская медицинская литература XVIII века. М.: Изд-во Акад. мед. наук СССР, 1953. 284 с.
- Гигиеническое обоснование норм температуры воздуха в учреждениях для детей раннего возраста. М.: Медгиз, 1956. 83 с.
- Сутки — 24 часа. М.: Медгиз, 1959. 124 с.
- Гигиенические вопросы школы-интерната. М.: Медицина, 1964. 258 с.
- Режим для школьника. М.: Знание, 1965. 40 с.
- Вопросы медицины в трудах М. В. Ломоносова. М.: Медгиз, 1961. 103 с.
- Современные гигиенические задачи политехнического образования. М.: Медицина, 1964. 24 с.
- Руководство по гигиене детей и подростков / Под ред. проф. С. М. Громбаха. М.: Медицина, 1964. 512 с.
- Незамеченный отклик на "историю Пугачева" :  ("История Пугачевского бунта" А.С. Пушкина) / Громбах, Сергей Михайлович  // Вопросы литературы.- №6 .- 1979.- Июнь.-  С. 145 - 150
- Пушкин и медицина его времени. М.: Медицина, 1989. 271, [1] с.